# Komma (muziektheorie)
Een komma is de benaming voor een microtonaal interval tussen twee enharmonisch verwante tonen. Voorbeelden hiervan zijn het didymische komma en het pythagoreïsche komma. Deze komma's ontstaan uit de verhouding tussen de reine intervallen en afgeleiden daarvan. 
Zo is bijvoorbeeld in geval van het pythagoreïsche komma het verschil tussen 12 gestapelde kwinten en 7 octaven niet exact dezelfde toonhoogte (wanneer men van reine kwinten (verhouding 3:2) en reine octaven (verhouding 2:1) uitgaat). 
Immers: 
- 12 opeengestapelde reine kwinten geven bijvoorbeeld van c t/m bis: c-g-d-a-e-b-fis-cis-gis-dis-ais-eis-bis
- 7 gestapelde reine octaven geven c-c-c-c-c-c-c-c.

De "eis" zou enharmonisch moeten samenvallen met een f, en de "bis" met een c, maar dit blijkt niet zo uit te komen.
Het verschil tussen deze bis en de c kan men via de trillingsverhoudingen berekenen, en dan blijkt dat het verschil tussen de bis en de c een factor
{\displaystyle {\frac {\left({\frac {3}{2}}\right)^{12}}{2^{7}}}={\frac {3^{12}}{2^{19}}}={\frac {531441}{524288}}=1,0136432647705078125}
is. 
Die voorlaatste kwint eis is de wolfskwint die dus disharmonieert met de laatste octaaf.
Bij andere berekeningen, bijvoorbeeld uitgaand van de vergelijking van tertsenstapelingen en kwinten ontstaan weer andere komma's. 
Deze microtonale verschillen zijn van belang bij intonatie van intervallen en bij de bouw en stemmingen van muziekinstrumenten.